# HMS Sundew (K57)
HMS Sundew (K57) je bila korveta razreda flower Kraljeve vojne mornarice, ki je bila operativna med drugo svetovno vojno.

## Zgodovina
19. septembra 1941 je bila korveta predana Svobodni francoski vojni mornarici, kjer so jo preimenovali v FFL Roselys (K57). Leta 1947 so korveto vrnili Kraljevi vojni mornarici, ki jo je že 23. oktobra istega leta prodala in bila nato maja 1948 razrezana v Troonu.